# Dallas Roma FC
Dallas Roma FC é uma agremiação esportiva da cidade de Dallas, Texas. Atualmente disputa a North Texas Premier Soccer League, liga afiliada a United States Adult Soccer Association.

## História
Desde 2011 o clube disputa a NTPSA Division 1A, que é afiliada a USASA. O clube foi campeão da competição quatro vezes.
Em 2006 o clube ganhou destaque após ganhar do Chivas USA pela Lamar Hunt U.S. Open Cup. A equipe se tornou a primeira equipe da USASA na história a conseguir derrotar uma equipe da Major League Soccer. O Dallas Roma disputou duas vezes a U.S. Open Cup, em 2005 e 2006.

## Estatísticas

### Participações
|  | Participações em 2017 |

| Competição     | Competição               | Temporadas | Melhor campanha         | Estreia | Última | P | R |
| Estados Unidos | Lamar Hunt U.S. Open Cup | 2          | Oitavas de Final (2006) | 2005    | 2006   |   | – |